# Aquitania segunda
Aquitania segunda (en latín: "Aquitanica secunda" o "Aquitania secunda"), era una provincia del Imperio Romano, constituida, en el siglo III, bajo la tetrarquía, cuando la reforma de Diocleciano descompuso la gran Galia Aquitania en tres partes: 
- Aquitania primera ("Aquitanica prima" o "Aquitania prima") en el Macizo Central (Berry),
- Aquitania segunda ("Aquitanica secunda" o "Aquitania secunda"), en la costa atlántica entre el estuario de Gironda y el Loira (Bordelais, Charentes y Poitou),
- Novempopulania o Aquitania tercera ("Aquitanica tertia" o "Aquitania tertia"), entre el Garona y los Pirineos),

todos adscritos a la diócesis de Viena y la prefectura del Pretorio de la Galia.

## Descripción
De acuerdo con la Notación de la Galia ("Notitia Galliarum"), Aquitania segunda incluyó, a comienzos del siglo V, los siguientes pueblos:
- Nitióbroges (Aginnenses, Agén);
- Civitas Ecolismensium (Angoumois);
- Bituriges Vivisques (Bordelais);
- Sántonos (Saintonge);
- Petrocorios (Petrocorii, Périgord);
- Pictones (Poitou).

Su capital era Burdigala (Burdeos).
En el colapso del Imperio Romano de Occidente, Aquitania segunda es ocupada por los visigodos en el 412, y es oficialmente concedida por el fœdus de 418.
- Datos: Q522421